# Wat Phra That Phanom
Wat Phra That Phanom (en tailandés: วัดพระธาตุพนม) es un templo budista situado en el Amphoe de That Phanom, al sur de la provincia de Nakhon Phanom, todo ello dentro de la región de Isan de Tailandia, cerca de la frontera con Laos. Según la leyenda local, el templo contiene en la pagoda los huesos del pecho de Phra Uranghathat (พระอุรังคธาตุ)/Phra Ura (พระอุระ)/Buda. Como tal, es una de las estructuras más importantes para los budistas theravada y el lugar budista más importante de la provincia, con un festival anual de una semana de duración que se celebra en la ciudad de That Phanom en honor al templo. Este festival atrae a miles de personas que peregrinan al santuario. En el budismo popular tailandés, Wat Phra That Phanom es un popular destino de peregrinación para los nacidos en el año del mono.
El templo contiene varias pinturas que ilustran proverbios tradicionales tailandeses.

## Historia

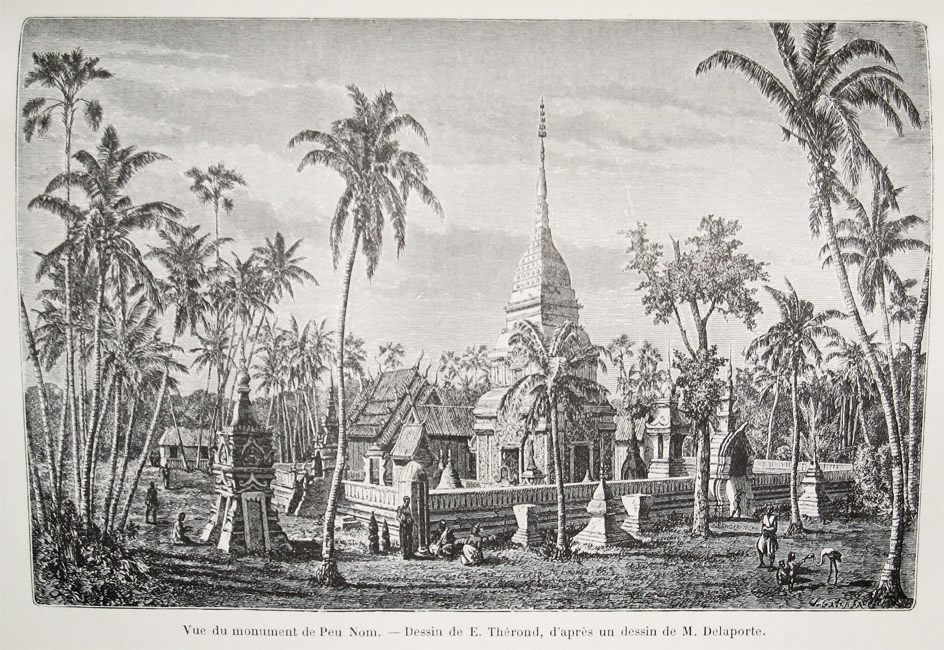
Dibujo de Phra That Phanom por Louis Marie Joseph Delaporte, 1870-1875.

La Crónica de That Phanom documentó que la estupa de Phra That Phanom fue construida por primera vez 8 años después del fallecimiento de Buda por los cinco reyes del reino Mon, conocido como Sri Gotupura. Sin embargo, los hallazgos arqueológicos sugieren que la estructura más antigua data del siglo VII u VIII.
Según la leyenda local, Buda Gautama dijo a Mahakashyapa, uno de sus principales discípulos, que una vez que muriera, Mahakasyapa debía llevar sus huesos del pecho a 'Phu Kampra para permitir la continuidad del budismo. Entonces, en el año 525 a. C., Mahakasyapa decidió construir un templo en Phu Kampra. Junto con 500 arhats y 5 nobles tai, construyeron la estupa de Phra That Phanom principalmente con arcilla y, una vez terminada, trajeron los huesos de Buda desde India y los colocaron en su interior.
Se cree que la pagoda se construyó antes del siglo XI con su diseño original jemer. Sin embargo, los años en que formó parte de los reinos laosianos dieron lugar a varias renovaciones que dieron lugar a la pagoda actual, de estilo laosiano. En 1690, la pagoda fue restaurada y elevada a unos 47 metros, y luego otros 10 metros en 1940. 
En 1935, el Departamento de Bellas Artes de Tailandia registró el complejo como monumento antiguo para su conservación.
En marzo de 1975, un terremoto provocó la aparición de grietas. El 11 de agosto de 1975, a las 19:38 h, toda la pagoda se derrumbó debido a varios días de lluvias torrenciales. Se reconstruyó con fondos recaudados por suscripción pública y del Gobierno de Tailandia, y se terminó el 23 de marzo de 1979. Los reyes Bhumibol Adulyadej y Sirikit, junto con otros miembros de la realeza, visitaron el lugar cuando se reinstalaron las reliquias de Buda. Durante su reconstrucción se colocaron muchos objetos de valor en su interior y se añadió una esfera de oro de 110 kilos en lo alto de la pagoda. También participaron budistas de Laos, que colocaron en su interior muchos objetos de valor procedentes de Vientián, como un paraguas dorado de siete pisos de estilo Lan Xang.  para ayudar a proteger el templo, de unas 4 hectáreas alrededor de la parte delantera se incluyeron para ayudar aún más a preservar el lugar. Es lo que se denomina «zona de Buda».

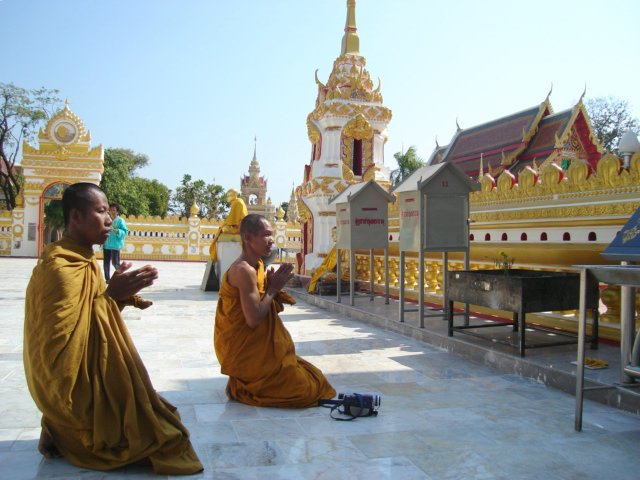
Monjes budistas del complejo

## Arquitectura
La pagoda cuadrada de 53 metros de altura se construyó originalmente en estilo jemer antes del siglo XII. Sin embargo, las renovaciones que se hicieron cuando estaba bajo control laosiano hicieron que adquiriera su actual diseño de pagoda laosiana. El estilo arquitectónico único de la estupa combina el arte dvaravati, jemer y cham. El estilo arquitectónico del templo inspiró otros diseños de templos de la zona.